# Shorewood (Minnesota)
Shorewood es una ciudad ubicada en el condado de Hennepin en el estado estadounidense de Minnesota. En el Censo de 2010 tenía una población de 7307 habitantes y una densidad poblacional de 211,65 personas por km².

## Geografía
Shorewood se encuentra ubicada en las coordenadas 44°55′14″N 93°33′56″O / 44.92056, -93.56556. Según la Oficina del Censo de los Estados Unidos, Shorewood tiene una superficie total de 34.52 km², de la cual 13.83 km² corresponden a tierra firme y (59.93%) 20.69 km² es agua.

## Demografía
Según el censo de 2010, había 7307 personas residiendo en Shorewood. La densidad de población era de 211,65 hab./km². De los 7307 habitantes, Shorewood estaba compuesto por el 95.77% blancos, el 0.75% eran afroamericanos, el 0.29% eran amerindios, el 1.4% eran asiáticos, el 0.05% eran isleños del Pacífico, el 0.3% eran de otras razas y el 1.44% pertenecían a dos o más razas. Del total de la población el 1.72% eran hispanos o latinos de cualquier raza.